# 중흥동 (광주)
중흥동(中興洞)은 광주광역시 북구의 법정동이다.

## 연혁
- 1914년 4월 1일 : 광주군 서방면 중흥리(모롱리·중가리, 계천리·이동리·병문리·대가리, 효죽리 각 일부, 기례방면 태봉리·누암리 일부 지역)
- 1935년 10월 1일 : 광산군 서방면 중흥리(광주읍이 府로 승격되면서 광주군이 광산군이 됨)
- 1955년 9월 1일 : 광주시 풍향출장소 관할(법정동: 중흥동)
- 1957년 : 광주시 효죽동
- 1969년 : 광주시 중흥동
- 1979년 : 광주시 중흥1동, 중흥2동
- 1982년 9월 1일 : 중흥3동이 중흥2동에서 분동(광주시조례 제1147호, '82.8.19.)
- 1986년 11월 1일 : 광주직할시 북구 중흥1,2,3동
- 1995년 1월 1일 : 광주광역시 북구 중흥1,2,3동
- 2024년 1월 1일 : 중흥2동과 중흥3동이 중흥동으로 합동

## 유래
중흥동은 이웃 우산동 383번지에 조선시대부터 있었던 경양역을 기반으로 형성된 큰 마을로 조선 후기에는 광주군 경양면에 속했으며, 중가리(中街里)와 신흥리(新興里)의 이름을 따서 1914년에 중흥리(中興里)로 칭하였다.
구한말 일제에 의해 역기능이 상실되면서 광주 외곽의 근교 농촌이었던 이 지역은 1955년부터 중흥동이라 부르기 시작했다. 1957년 122개 동을 51개 운영동으로 축소함에 따라 풍향동, 우산동과 함께 효죽동이 되었다. 1965년 광주시 제1토지구획 정리사업과 경양호 매립으로 시청이 건립되었고, 1969년 광주역이 옮겨오면서 역전 시가지가 조성되어 동구 효죽동에서 분동되었다.

## 교육 시설
- 중흥초등학교
- 효동초등학교

## 주요 기관
- 한국경영원 인재개발원
- 광주역
- 전남매일
- 동부교육지원청
- 광주원예농협 북부지점
- 한국시멘트
- 광주건축사신용협동조합
- 전남일보
- 광주국악방송